# Mainbernheim

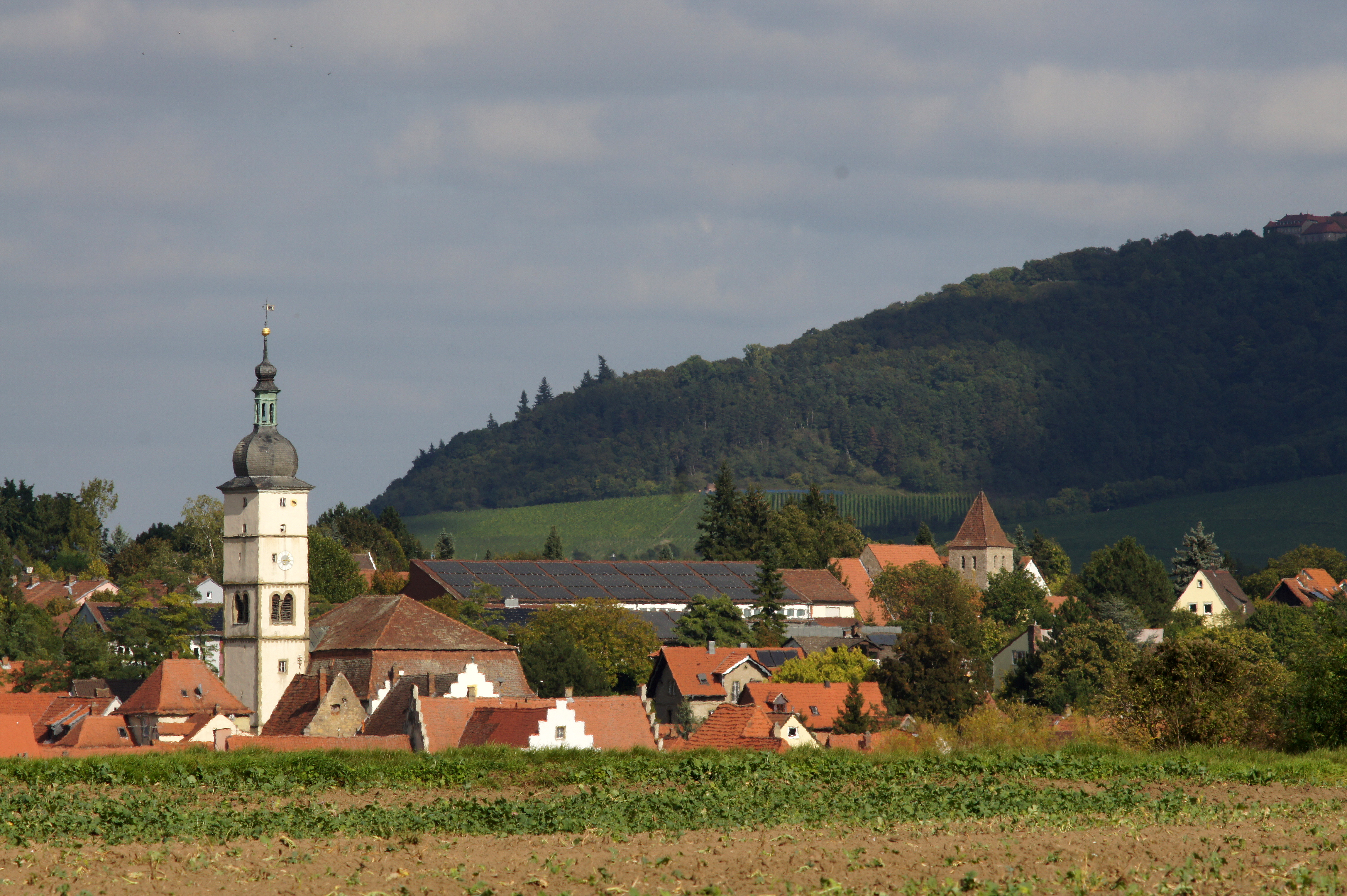
Mainbernheim mit evangelischer Kirche

Mainbernheim ist eine Stadt im unterfränkischen Landkreis Kitzingen. Außer dem gleichnamigen Hauptort gibt es keine weiteren Gemeindeteile.
Erstmals urkundlich erwähnt wurde die Stadt im 9. Jahrhundert. Durch die Stadt führte eine wichtige Ost-West-Verbindung, die „Alte Reichsstraße“. Diese war eine Fortsetzung der „Goldenen Straße“ und prägte die Entwicklung des Ortes. Mainbernheim ist mit ihrem historischen Stadtkern und dem denkmalgeschützten Arkadenfriedhof eine wenig bekannte Touristenattraktion. Bei der Gebietsreform in Bayern erhielt Mainbernheim nach kurzer Zugehörigkeit zur Verwaltungsgemeinschaft Iphofen wieder seine verwaltungsmäßige Selbstständigkeit.
Die Stadt ist eine Auspendler-Gemeinde, vor allem in die Kreisstadt Kitzingen und die Zentren Würzburg und Nürnberg. Das produzierende Gewerbe und einige Handwerksbetriebe spielen nur eine sehr untergeordnete Rolle.

## Geografie

### Geografische Lage
Die Stadt liegt zwischen Kitzingen und Iphofen an den westlichen Ausläufern des Steigerwalds. Südlich des Zentrums verläuft der Sickersbach, dem südwestlich des Stadtgebiets der Buschgraben zufließt, westlich entspringt der Franzosengraben, der in Sickershausen ebenfalls dem Sickersbach zufließt, der dort in den Main mündet. Südlich des Ortes entspringt der Traugraben und fließt in Richtung des Mains.

### Nachbargemeinden
Nachbargemeinden sind (von Norden beginnend im Uhrzeigersinn): Rödelsee, Iphofen, Willanzheim, Marktsteft mit OT Michelfeld und Kitzingen.

### Naturräumliche Lage
Naturräumlich liegt Mainbernheim in der Mainbernheimer Ebene, der die Gemeinde den Namen gibt. Sie hat flachwellige Täler von kleineren Mainzuflüssen wie dem Sickersbach. Die Böden dieser Untereinheit des Steigerwaldvorlandes sind vom leicht formbaren Lettenkeuper geprägt.

## Geschichte

### Ortsname
889 erscheint in einer Urkunde des Königs Arnulf von Kärnten der Ort „bernheim“. Spätere Namensformen waren:
- 1000 Bernheim
- 1230 Bernheim
- 1303/1304 Bernhei(m) prope Kitzingen
- 1312 Menbernheim
- 1320 Bernheim prope Mogum
- 1321 Meunberghei(m)
- 1322/23 Bernheim prope Ipfhouen
- 1340 Moinbernheim
- 1399 Meinbernheim
- 1404 Meyn–Berenheim
- 1508 Mainbernheim

Das Grundwort heim bedeutet Wohnung, Behausung, Heimstatt oder Aufenthaltsort. Das Bestimmungswort Bero weist auf den Personennamen hin. Die Lokalisierung erfolgte durch den Zusatz Main.

### Ortsgeschichte

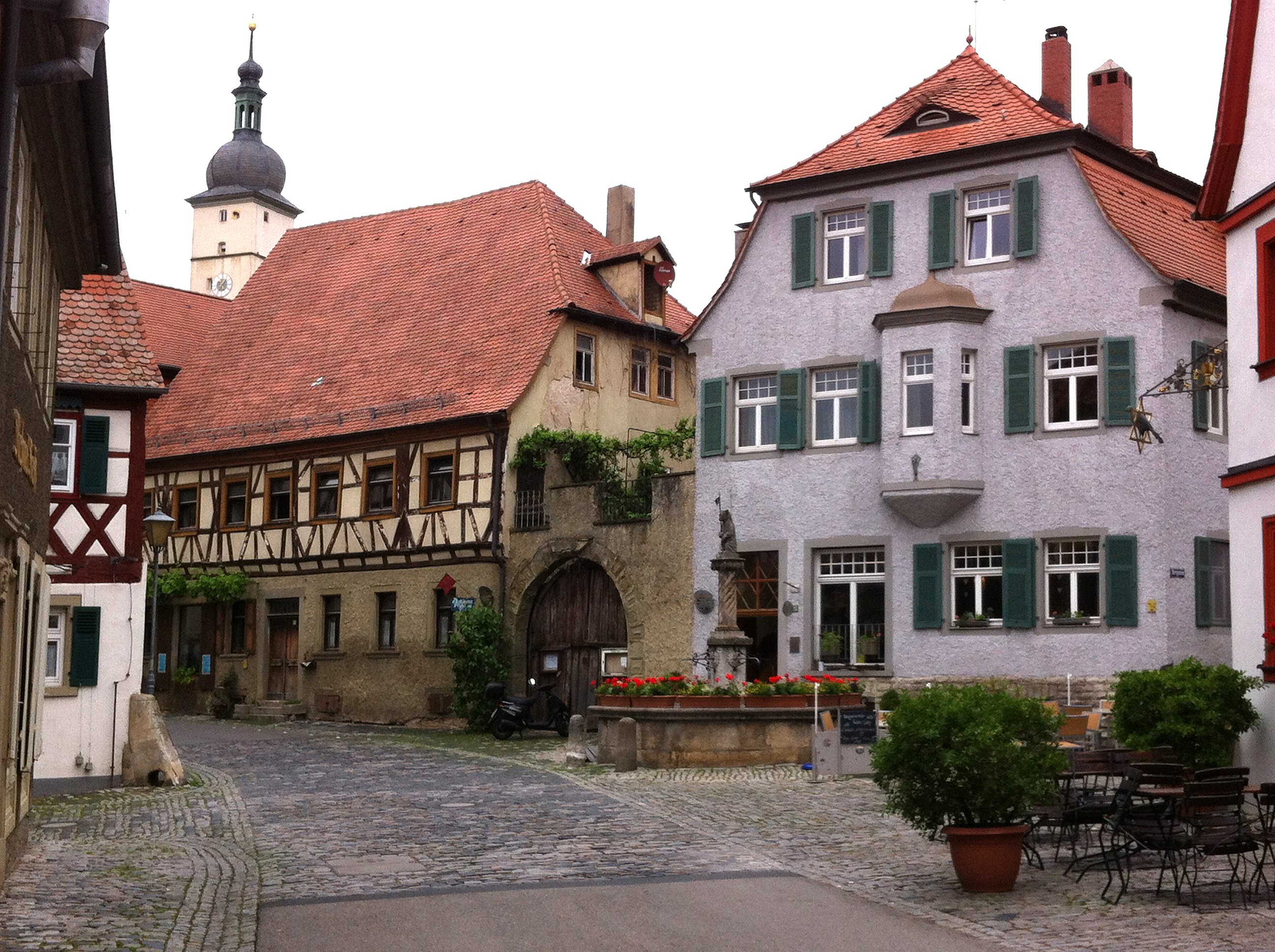
Im typisch fränkischen Ortskern von Mainbernheim: der Vierröhrenbrunnen

Aus dem Namen lässt sich die Entstehung der Siedlung als Heim des Bero in die Zeit der Fränkischen Landnahme datieren. Bero hatte wohl die Aufgabe, einen wichtigen Stützpunkt an der Heerstraße und späteren Reichsstraße als Königszinser zu sichern. Bei der Aufzählung von Gütern, die den Zehnten der Ernten abliefern mussten, wurde der Ort erstmals im Jahre 889 als „bernheim“ in einer Urkunde des Königs Arnulf von Kärnten erwähnt, der die Schenkung seiner Vorgänger Karlmann, Pippin und Ludwig des Frommen an den Bischof von Würzburg bestätigte.
1172 erhielt der Ort von Barbarossa das Privileg des Freien Reichsdorfs, nachdem sich die Mainbernheimer einstimmig der unmittelbaren kaiserlichen Gewalt unterstellt hatten. Für die jährliche Abgabe von 25 Malter Weizen waren „die, so im Orte kauften und verkauften, von … Zoll und Umgeld befreit … .“ 1367 bestätigte Karl IV. den Reichsschutz und erlaubte zur Sicherung eine Befestigung mit Pfahlhecke und Wassergraben anzulegen. Anschließend ging der Ort in den Besitz seines Sohnes König Wenzel von Böhmen über und erhielt von ihm 1382 das Stadtrecht. Damit verbunden war ein Marktrecht. Nur durch das Marktrecht kamen Einnahmen in die Stadt, denn es war mit einem Zollrecht gekoppelt. Dieses bildete die Voraussetzung für den Bau der Befestigungsanlagen. Anfangs gab es nur wenige Markttage im Jahr, im Frühjahr und Herbst und an kirchlichen Festtagen. Später wurde der wöchentliche Markt üblich. Die Bauern der Umgebung brachten ihre Erzeugnisse zum Verkauf. Dafür erstanden sie von Kaufleuten oder Handwerkern, was sie selbst nicht herstellen konnten.  Kaiser Sigismund erlaubte 1414 einen Wochenmarkt und drei Jahrmärkte in Mainbernheim sowie die Aufnahme von Juden. 1442 verlieh Kaiser Friedrich III. der Stadt den Blutbann, d. h. die Stadtväter hatten das Recht, Todesurteile zu fällen und in der Gemarkung „Gericht“ zu vollstrecken. Von Graf Wilhelm II. von Castell erhielten Mainbernheims Bürger 1457 das Privileg, Pfarrer und Schullehrer selbst auszuwählen. 1494 brandschatzten und plünderten die Ritter Anton von Bibra und Neithart von Thüngen zum Sodenberg die Stadt in der Fehde mit Christoph von Guttenstein. 1525 kam die Stadt unter die Herrschaft der Markgrafen von Ansbach. Mit Ansbach fiel Mainbernheim 1792 an Preußen. Nach den Wirren der Napoleonischen Kriege und der kurzen Zugehörigkeit zum Großherzogtum Würzburg kam der Ort 1814 endgültig zum Königreich Bayern.

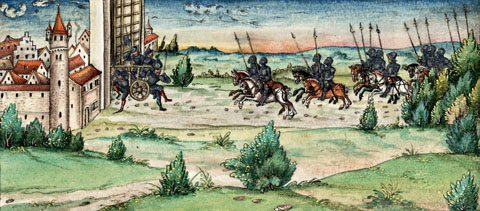
Die Einnahme Mainbernheims im Jahr 1494

Mindestens seit dem 15. Jahrhundert waren jüdische Familien im Ort ansässig, die sich später eine Synagoge in der Unteren Brunnengasse errichteten. Beim Novemberpogrom 1938 wurde das Gotteshaus verwüstet; seitdem wird es als Mehrfamilienhaus genutzt. Eine Gedenktafel aus dem Rathaus wurde am Ort der ehemaligen Synagoge angebracht zur Erinnerung an dieses Geschehen und die Verfolgung und Ermordung der jüdischen Einwohner in der Shoah.
Zu Beginn des 20. Jahrhunderts zerstörten mehrere Großbrände Teile der Innenstadt. Nach dem Zweiten Weltkrieg kam es zu reger Bautätigkeit.
Als mit der Gemeindegebietsreform im Freistaat Bayern die Gemeinden neu gegliedert wurden, gehörte Mainbernheim ab dem 1. Mai 1978 fast zwei Jahre lang zur Verwaltungsgemeinschaft Iphofen. Dagegen wehrten sich die Einwohner erfolgreich, so dass Mainbernheim am 1. Januar 1980 wieder ausgegliedert wurde und seine Unabhängigkeit zurückerhielt.:623

### Bevölkerungsentwicklung
| Jahr      | 1732 | 1840 | 1866 | 1868 | 1871 | 1900 | 1925 | 1939 | 1950 | 1961 | 1970 | 1987 | 1991 | 1995 |
| --------- | ---- | ---- | ---- | ---- | ---- | ---- | ---- | ---- | ---- | ---- | ---- | ---- | ---- | ---- |
| Einwohner | 1267 | 1592 | 1389 | 1389 | 1381 | 1330 | 1346 | 1394 | 2055 | 1775 | 1780 | 2190 | 2311 | 2297 |

| Jahr      | 2002 | 2003 | 2004 | 2005 | 2006 | 2007 | 2008 | 2009 | 2010 | 2011 | 2012 | 2013 | 2014 | 2015 | 2016 |
| --------- | ---- | ---- | ---- | ---- | ---- | ---- | ---- | ---- | ---- | ---- | ---- | ---- | ---- | ---- | ---- |
| Einwohner | 2314 | 2304 | 2304 | 2311 | 2318 | 2297 | 2330 | 2343 | 2292 | 2245 | 2230 | 2208 | 2223 | 2202 | 2157 |

Quelle der Zahlen ohne Einzelnachweis: Bayerisches Landesamt für Statistik und Datenverarbeitung
Im Zeitraum 1988 bis 2018 sank die Einwohnerzahl von 2218 auf 2182 um 36 Einwohner bzw. um 1,6 %. 1998 hatte die Stadt 2354 Einwohner.  Quelle: BayLfStat

## Politik

### Bürgermeister
Nach drei Wahlperioden, in denen Karl Wolf von den Freien Wählern als Bürgermeister die Geschicke der Stadt lenkte, wurde Peter Kraus (Freie Wähler) bei der Kommunalwahl 2014 zum neuen Ersten Bürgermeister der Stadt Mainbernheim gewählt. Kraus wurde am 15. März 2020 mit 93,7 % der Stimmen für weitere sechs Jahre gewählt.

### Stadtrat
Der Stadtrat hat derzeit (ohne Bürgermeister) 14 Mitglieder. Die Stadtratswahlen seit 2014 ergaben folgende Sitzverteilungen:
| Partei/Liste | Sitze 2020 | Sitze 2014 |
| ------------ | ---------- | ---------- |
| CSU          | 4          | 3          |
| SPD          | 4          | 6          |
| FWG.         | 6          | 5          |

### Wappen
| Wappen von Mainbernheim | Blasonierung: „In Gold ein aufrecht stehender, rot bewehrter Bär.“ |
| Wappen von Mainbernheim | Wappenbegründung: Mainbernheim erhielt die Stadtrechte durch König Wenzel (1378–1419). Das älteste Siegel stammt wahrscheinlich aus der Zeit der Stadterhebung: Belegt ist ein Abdruck aus dem Jahr 1470. Das Siegel dürfte wohl mit der Bestätigung der Privilegien Mainbernheims als Reichsdorf durch König Friedrich III. im Jahre 1443 entstanden sein. Die Stadt wurde mehrfach verpfändet und kam 1525 an die Markgrafen von Ansbach, die ihre Herrschaft bis 1792 ausübten. Die Siegel zeigen stets den für den Ortsnamen redenden Bären (Bär für bern). Er ist in Siegeln aus dem 16. Jahrhundert schreitend dargestellt. In späterer Zeit steht er aufrecht, danach jedoch wieder schreitend mit einem Halsband und Kette. Diese Darstellung steht wahrscheinlich für die Unterwerfung der Stadt durch die Markgrafen von Ansbach. Die Farben Silber und Gold sind die Farben des Reichs und seit 1818 belegt. Sie sind ein geschichtlicher Hinweis auf die früheren Beziehungen der Stadt zum Reich. Im 19. Jahrhundert wurde der Bär auch mit brauner Tingierung und in Siegeln auch nach links schreitend dargestellt. |

## Kultur und Sehenswürdigkeiten

### Bauwerke

#### Stadtbefestigung

Teile der Stadtmauer

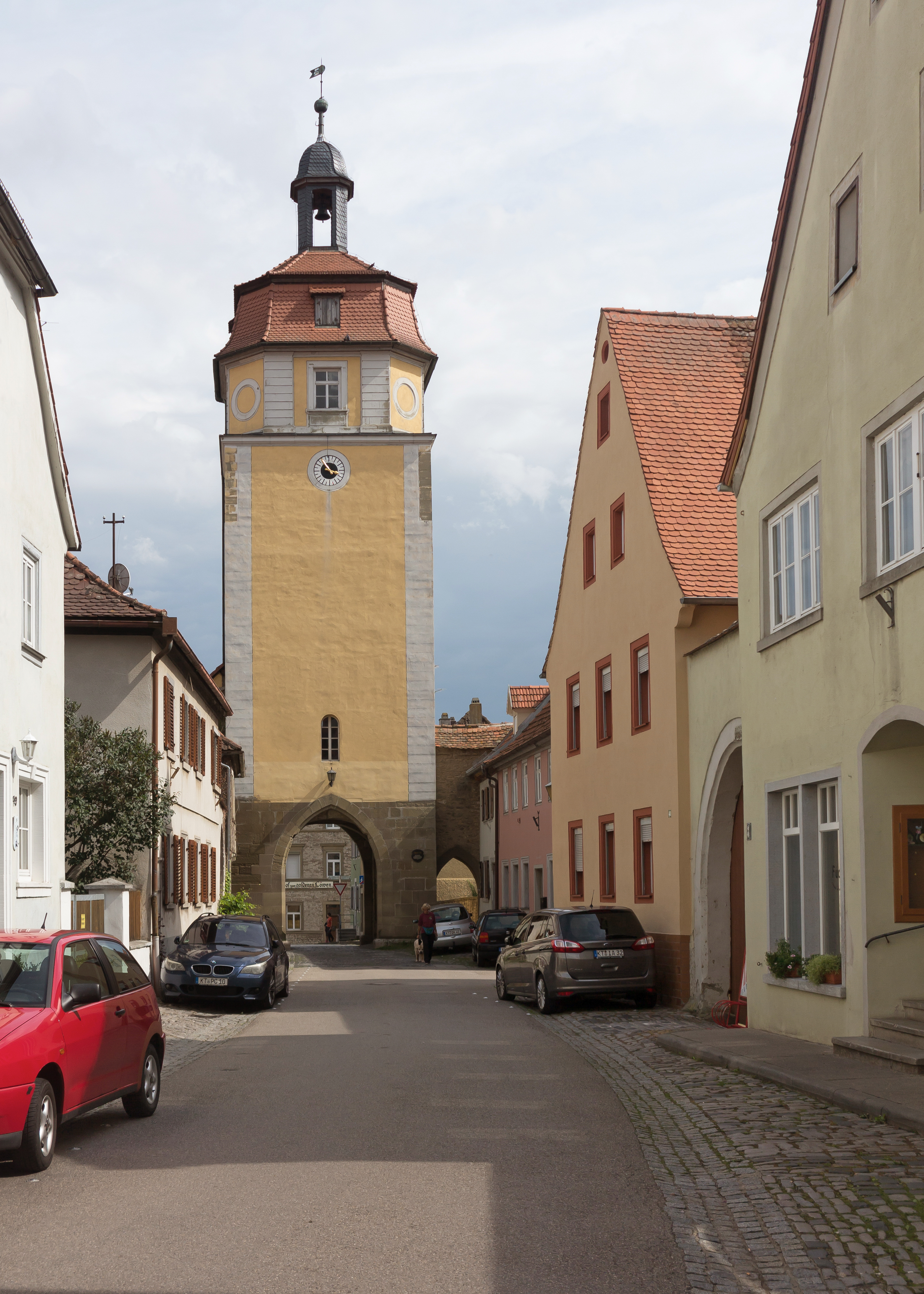
Oberes Tor in Mainbernheim

Befestigte Städte entstanden im Mittelalter vor allem an Plätzen, die für den Austausch von Waren besonders günstig lagen. Sie gingen zum Teil allmählich aus Märkten hervor, auf denen die Kaufleute ihren Handel abwickelten. Seit dem 12. Jahrhundert gründeten Könige und hohe Adlige gezielt neue Märkte.
Eine wichtige Ost-West-Verbindung, die Alte Reichsstraße, führte durch Mainbernheim. Sie war eine Fernhandels- und Heerstraße von Nürnberg nach Frankfurt und die Fortsetzung der Goldenen Straße von Prag nach Nürnberg. Zwei große Tortürme schützten die Eingänge. Bei Sonnenaufgang öffneten die Stadtknechte die Stadttore. Sie wachten den ganzen Tag an den Toren und auf den Wehrtürmen. Das Untere oder das Obere Tor musste jeder Wagen, jeder Fußgänger, jeder Reiter passieren. Der fremde Handelsmann, der mit seinen Waren in die Stadt wollte, wurde dort angehalten und nach Waffen durchsucht. Diese mussten abgegeben werden. In der Stadt herrschte Frieden und Streitigkeiten wurden durch ein Gericht geklärt. Nachdem der Händler Zoll für seine Waren bezahlt hatte, durfte er sich in der Stadt aufhalten. Dicke, hohe Mauern boten den Bewohnern und den Reisenden Schutz und Sicherheit für ihre Waren und den Handel. Nachtwächter gingen mit Laternen durch die Gassen, um Diebe abzuschrecken. Die Vorrichtung für die Fallbrücke am Oberen Tor sowie die Halterungen der schweren Holztore, die am Abend geschlossen wurden, sind noch gut zu erkennen. Wer zu spät kam, musste in einer Herberge vor dem Tor übernachten. Auch unterwegs erhielten die Reisenden Schutz, z. B. übernahmen Mainbernheimer im Auftrag des Königs am höchsten Punkt der heutigen B 8 den Geleitschutz der Händler von den Kitzinger Bürgern. Für das sichere Geleit wurden die Begleiter bezahlt.
Erhalten ist das mittelalterliche Stadtbild mit der weitgehend intakten Stadtmauer, erkennbaren 18 Türmen und zwei Toren. Das in Richtung Kitzingen zeigende Untere Tor mit einer spitzbogigen Durchfahrt wurde um 1400 errichtet. Anfang 1600 erhielt es ein weiteres Stockwerk in Fachwerkbauweise. Beim erneuten Umbau ersetzten die Mainbernheimer die ehemalige Fallbrücke durch eine feste Brücke und ergänzten 1787 den zweigeschossigen Fachwerkbau mit Walmdach zum Torhaus. Dort wohnte der königliche Torwächter.
Das Obere Tor zeigt in Richtung Nürnberg. Es entstand zur gleichen Zeit wie das Untere ebenfalls mit spitzbogiger Durchfahrt. Die Rollschlitze für die Zugbrücke, die Halterungen der schweren Tore und der Balken zum Verschließen sowie eine Pechnase sind noch deutlich zu sehen. Der Umbau mit einem achtseitigen Aufsatz und Mansarddach durch Johann David Steingruber endete 1765. Von der Türmerwohnung kann man auf die Stadt und das Umland blicken.
Die gesamte Ummauerung ruht auf Steinbögen. Auf diese Weise konnte Material gespart werden. Es gibt nur einige Fußgängerdurchbrüche und eine nachträgliche größere Öffnung der Ummauerung hinter der evangelischen Kirche. Bei der Neugestaltung des Kirchenvorplatzes im Jahr 2011 wurden Mauerverlauf und Turmstandort im Boden markiert.

#### Brunnen
In Mainbernheim erinnern zahlreiche Brunnen an die für die mittelalterliche Stadt wichtige Versorgung mit Wasser zum Leben, für die Arbeit und den Feuerschutz. Wegen der Bauweise bestand ständige Brandgefahr. Der Türmer musste, wenn irgendwo in der Stadt ein Feuer ausbrach, das Feuerhorn blasen oder die Feuerglocke läuten. Von der Wohnung im Oberen Tor hatte man einen wichtigen Ausblick auf die Stadt und das Umland. Die Bewohner jedes Anwesens waren verpflichtet, einen Wasservorrat zum Löschen bereitzuhalten. Verstöße wurden empfindlich bestraft.
Brunnen befinden sich an den freien Plätzen, den ehemaligen Marktplätzen oder wurden aus verkehrstechnischen Gründen ganz in der Nähe neu errichtet. Alte Aufnahmen zeigen ehemalige Standorte, wo heute noch Brunnennachfolger gepflegt werden.
Pump- und Schöpfbrunnen erhielten ihr Wasser von Quellen, die Röhrenbrunnen über eine Wasserleitung aus hölzernen Röhren. Für die sichere Versorgung mit dem wertvollen Nass durch Reinigung und Reparatur war ein Brunnenmeister angestellt mit einem jährlichen Lohn von 70 Gulden.
- Originalbrunnen: An der Herrnstraße ist auf der linken Seite ist ein Brunnen im Originalzustand erhalten.
- Kirchplatzbrunnen: Auf dem Rathausvorplatz gibt es keinen Brunnen mehr. Bei der Neugestaltung des Rathaus- und Kirchplatzes sollte die Entwicklung der Stadt, die sich nach außen öffnet, durch den neuen Standort des modernen Brunnens räumlich und künstlerisch in der Skulptur Entwicklung des Künstlers Kurt Grimm aus Kleinrinderfeld sichtbar werden.
- Vierröhrenbrunnen: Den Mittelpunkt der Stadt bildet der 1683 erbaute Vierröhrenbrunnen. Er trägt das Wappentier der Stadt, den Bären. Wie die alte Aufnahme zeigt, existierte daneben ein weiterer Schöpfbrunnen, der wohl der ursprüngliche war.
- Spielende Bären: Den Brunnen am Rand des Scheuerleinsplatzes stiftete die Firma Gebrüder Schmidt anlässlich ihres 125-jährigen Bestehens. Der Künstler Theo Steinbrenner erinnert mit Spielende Bären an das Wappentier und an eine Sage zur Namensgebung der Stadt.
- Heimat: Nach dem Obere Tor steht links ein neuer Brunnen, der  an den alten erinnert, der gegenüber dem Gasthaus zum Goldenen Löwen stand und trägt die kaum lesbare Aufschrift „TREU DER HEIMAT GESTIFTET IRMA ZEHNER 1996“. Die Mainbernheimerin stiftete ihn zu ihrem 80. Geburtstag.

Obwohl Mainbernheim über Brunnen und Wasserleitungen verfügte, war die Bedrohung durch Krankheiten sehr hoch, denn die Stadt hatte keine Kanalisation. Die Hausabfälle wurden einfach auf die Straße geworfen und alle Abwässer suchten sich den Weg bergab. In der Ummauerung gab es Durchlässe dafür.

#### Evangelische Kirche

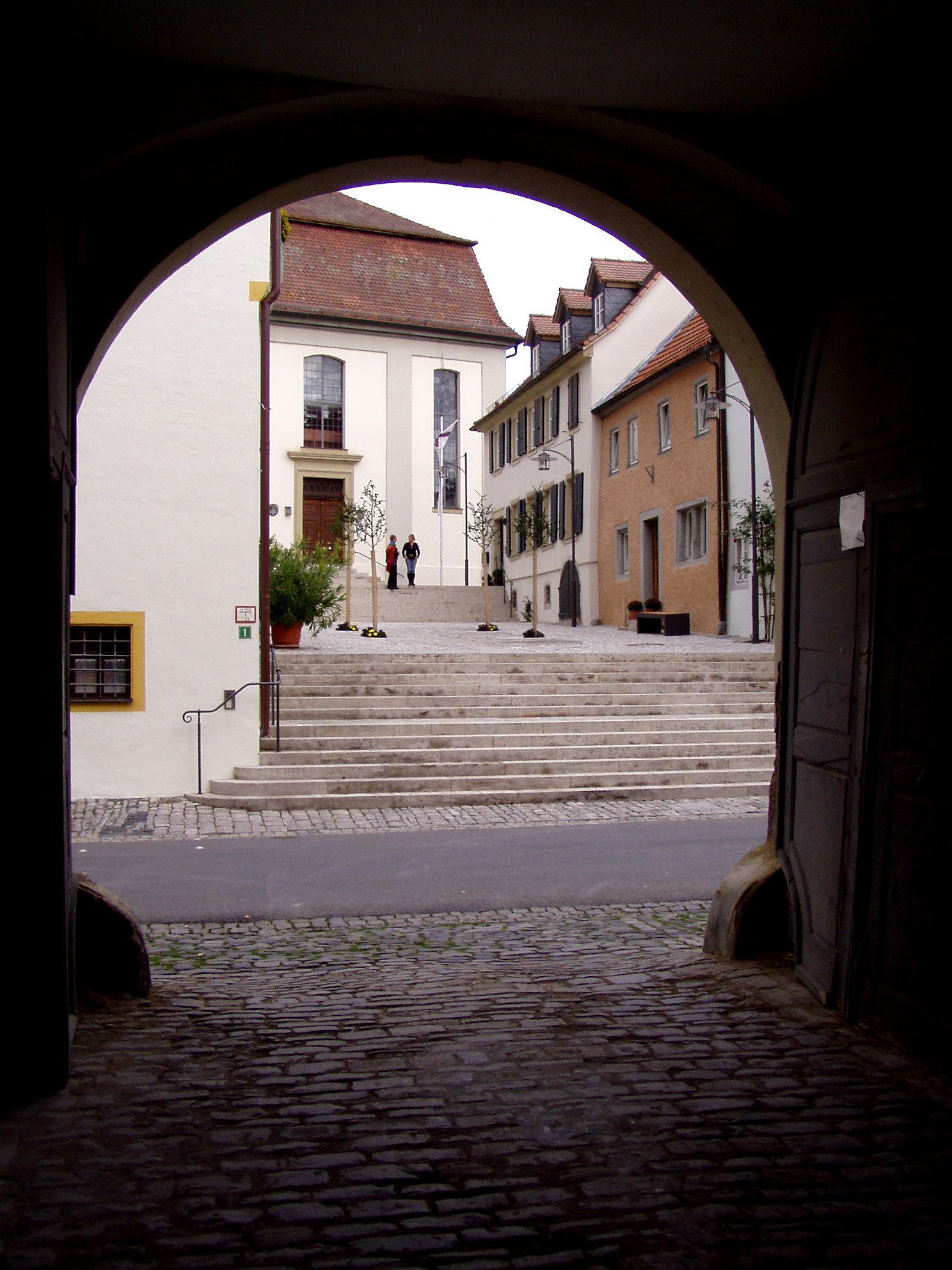
Blick auf den neugestalteten Mainbernheimer Kirchplatz

Den Grund für den Neubau der Kirche St. Johannis nennen die Verantwortlichen in der Urkunde der Grundsteinlegung:
„… Eine mit Finsternis vorher erfüllte Kirche stehet nun in vollen Licht. Vor ungefehr Zwey Hundert Jahren wurde dieselbe von der Finsternus des Pabstuhms befreyet und mit dem Licht der Himmlischen Wahrheit bestrahlet …“ Dies ist der Hinweis auf das protestantische Bekenntnis, das auch in der Architektur dieser Markgrafenkirche seinen Ausdruck findet.

#### Kirchhof
Vor der Reformation sah man im Mittelalter in der unmittelbaren Nähe zum Allerheiligsten mit den Reliquien eine Anwartschaft auf die Erlösung der Verstorbenen bei der Auferstehung. Dies galt auch für den geweihten Bezirk um die Kirche. Außerhalb der Mauern des Kirchhofs und der Stadt fanden Ausgestoßene ihren Platz in ungeweihter Erde.
Auch in Mainbernheim lag der Friedhof vor seiner Verlegung 1546 ursprünglich in unmittelbarer Nähe des Kirchengebäudes. Bei der Rettungsgrabung 2010 wurden 111 Skelette gefunden. Sie lagen in mehreren Lagen übereinander. Durch die Bestattungen im beengten Platz um das Kirchengebäude blieben nur Fragmente der Nachwelt erhalten.
In der Regel wurden im Mittelalter die Verstorbenen in ein Leichentuch eingewickelt und nicht in einem Sarg bestattet. So ging die Verwesung schneller vor sich und es gab wieder Raum für neue Bestattungen. Die arme Bevölkerung konnte sich eine Sargbestattung nicht leisten. Nur wenige der ausgegrabenen Skelette in Mainbernheim waren in Särgen bestattet worden. Einzelne Nägel und braune Verfärbungen des Bodens durch das vermoderte Holz weisen darauf hin.
Funde wie Haken und Ösen aus Bronze waren Bekleidungsreste der Toten. Auch zwei Totenkronen konnten entdeckt werden. Gefundene Keramikdeckel ohne zugehörige Gefäße aus der Zeit um die Wende vom 15. zum 16. Jahrhundert bei sechs Bestattungen geben noch Rätsel auf.

#### Katholische Kirche
Die katholische Kirche St. Johannes der Täufer wurde 1932 am Steinberg gebaut und ist Johannes dem Täufer geweiht. Im Zuge der Erweiterung 1982/83 baute die Kirchengemeinde ein Pfarrzentrum. Bei der notwendigen Renovierung des Gotteshauses im Jahre 2004 wurde die moderne künstlerische Innenausgestaltung von der Öffentlichkeit positiv hervorgehoben.

#### Synagoge
In Mainbernheim bestand eine jüdische Gemeinde bereits im späten Mittelalter, im 15. Jahrhundert. 1409 und 1414 sind erstmals mehrere jüdische Einwohner aus Mainbernheim nachweisbar.  Die Jahreszahl 1748, welche über dem Eingang der Synagoge stand, gab vermutlich das Erbauungsjahr an. Außerdem existierten eine Religionsschule und eine Mikwe. Auch ein Toramantel von 1720/21 wurde dort aufbewahrt. Die Toten fanden im jüdischen Friedhof von Rödelsee ihre letzte Ruhe. Ihre Blütezeit hatte die Gemeinde in der ersten Hälfte des 19. Jahrhunderts mit 125 jüdischen Einwohnern im Jahr 1814 und der Höchstzahl von 140 im Jahr 1837. 1933 wohnten nur noch 25 Juden in der Stadt. Beim Novemberpogrom 1938 wurde wegen der Brandgefahr in der engen Stadt die Synagoge mechanisch zerstört und die Einrichtung an einem sicheren Ort verbrannt. Die meisten jüdischen Einwohner hatten 1940 Mainbernheim verlassen. Im März 1942 wurden die wenigen Verbliebenen ins Ghetto Izbica und im September 1942 in das Ghetto Theresienstadt deportiert.
Gegen das Vergessen brachte die Stadt Mainbernheim am Standort der Synagoge, Untere Brunnengasse 4, eine Erinnerungstafel an.

#### Häuser
Einige bemerkenswerte alte Bürgerhäuser stehen entlang der Herrnstraße vom Unteren zum Oberen Tor.

##### Rathaus
Zur Herrnstraße hin beeindruckt der dreigeschossige Renaissancebau mit Treppengiebeln. Im Gesims eines Vorhangbogenfensters befindet sich die Jahreszahl der Fertigstellung. Mit Spruchweisheiten wollten die „Oberen“ Wichtiges mitteilen: „Wer Gotes wort erkent, hie in dieser welt, dem wirts nit versiegen, weder hie noch dort“ und „willst du nit wissen, wer du bist, so sag auch einem andern nit, wer er ist. 1548“.
Tritt man durch das Rundbogenportal ins Innere,  steht man in der ehemaligen Markthalle, deren ursprüngliche Bohlendecke bei der Renovierung 1998 zum Vorschein kam. Über die später eingebaute (ein Balken musste dazu halbiert werden!) alte Treppe gelangt man in den Sitzungssaal, dessen Vorhangbogenfenster mit Bleiverglasung den Blick auf die Straße und den Gasthof zur Goldenen Krone freigeben. Dort befindet sich die ehemalige Schatzkiste mit einem komplizierten, noch funktionierenden Schließsystem.

##### Goldene Krone
Das im 16. Jahrhundert erbaute sogenannte Paulshaus, nach einem späteren Besitzer und Weinhändler benannt, steht dem Rathaus gegenüber. Der ursprüngliche Name ist ein Hinweis auf die Herberge für gekrönte Häupter des Mittelalters. Auf ihrer Reise entlang der Goldenen Straße von Prag nach Nürnberg und weiter auf der Alten Reichsstraße bis Frankfurt, die durch Mainbernheim führte, machten hochrangige Persönlichkeiten dort Station. Es ist überliefert, dass in diesem Gasthaus 1742 die Kaiserkrone und Reichsinsignien auf dem Weg zur Kaiserkrönung in Frankfurt untergebracht waren. Dies wiederholte sich 1790 zur Krönung Leopolds II.  Auch der preußische König Friedrich Wilhelm III. fand 1799 mit seiner Gemahlin dort Unterkunft.

##### Stammhaus der Lebkuchenfabrik
Eines der ältesten Häuser der Altstadt neben dem Vierröhrenbrunnen stammt aus dem Jahre 1480. Dort war eine Zollstation untergebracht, wo noch die ersten Autos für die Benutzung der Straße ihren Obolus entrichten mussten. In diesem Anwesen gründete 1863 Johann Friedrich Schmidt aus Nürnberg die erste Lebküchnerei in Unterfranken. Bis 1902 wurden die Lebkuchen der Familie Gebrüder Schmidt dort hergestellt. Als der Platz nicht mehr ausreichte, entstand die neue Fabrik neben dem Bahnhof, die heute Haribo-Produkte fertigt.

##### Haus Berggasse 6
Das Haus befindet sich unweit des Vierröhrenbrunnens in der Berggasse. Das heute landwirtschaftlich genutzte Anwesens hat im Obergeschoss Fachwerk aus dem Jahre 1483. Während das Erdgeschoss dem Verkauf und Handel diente, war der erste Stock dem Wohnen vorbehalten. Über zwei weiteren Ebenen mit Türen konnten die Waren von außen in die Speicher gebracht werden.
Ein zweigeschossiger Anbau im Hof von 1591 besitzt eine Holzaltane, das Obergeschoss ist aus Fachwerk und trägt das mit 1593 datierte ansbachische Wappen.

##### Klosterhof
Ein imposanter Eingang mit Wappen führt in den Klosterhof. Dort wohnte der Beauftragte, der Abt des Zisterzienserklosters Ebrach, das  Lehensgüter im Ort beanspruchen konnte.
Einen schön verzierten Hofeingang besitzt das Anwesen Herrnstraße 41, die heutige Turmschänke. Am Zugang fallen die Steinkonsolen  auf. Im Innenhof steht ein Treppenturm. Der Inhaber besitzt alte Aufnahmen, auf denen ein imposanter, überdachter Laubengang zu sehen ist, der nach einem Brand von 1917 nicht mehr hergestellt wurde. Vielleicht gehörte dieses Anwesen zum Kloster und war wohl eine Weinkellerei. Diese Vermutung stützt sich auf den großen, gleichmäßig temperierten kühlen Keller mit Eichenbalken zum Auflegen großer Fässer und einer Steinkelter.

##### Scheuerleinsplatz
Ein zweigeschossiges Haus am Scheuerleinsplatz mit fränkischem Spitzgiebel und Fachwerk über dem Erdgeschoss trägt die Jahreszahl 1696 und ist das Geburtshaus des Schriftstellers Johann Georg Scheuerlin, der am 25. Februar 1802 dort das Licht der Welt erblickte.
Gleich daneben steht ein zweigeschossiger Walmdachbau mit Putzgliederung, das Kastenamt, aus dem 15. Jahrhundert. Dort residierte der ansbachische Kastner, ein Beamter der Markgrafen von Ansbach, der die Interessen und Einkünfte seiner Herren in der Stadt überwachte und verwaltete.

##### Feuerwehrhaus

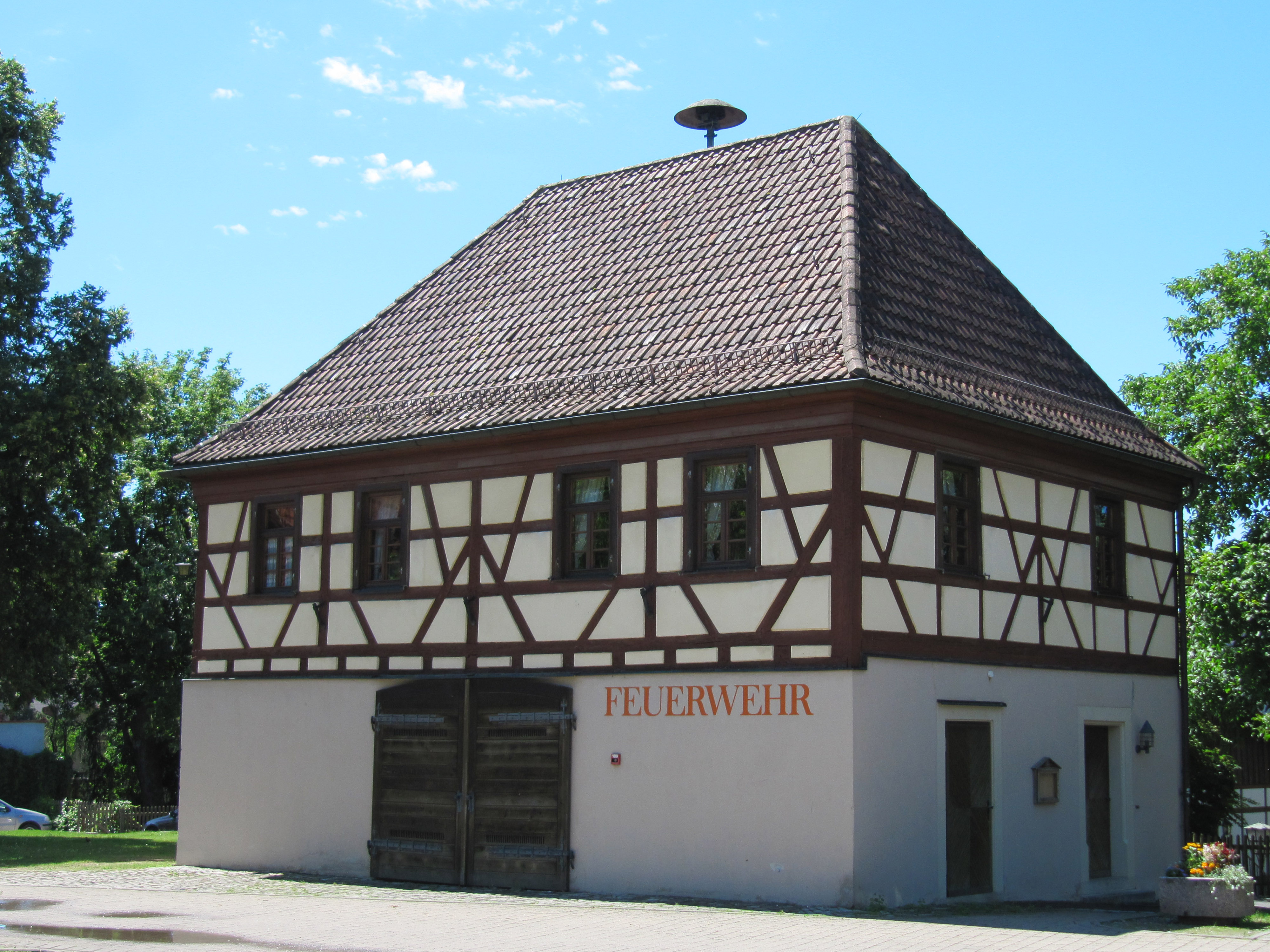
Altes Feuerwehrhaus

Das alte Feuerwehrhaus von 1721 mit Fachwerk steht am großen Parkplatz am Schützenhaus außerhalb der Stadtmauer an der Straße nach Rödelsee. Es dient der Freiwilligen Feuerwehr Mainbernheims als Vereinsheim.

##### Weitere
- Gasthof Schwarzer Adler
- Gasthof zum Falken
- Die beiden Wachthäuser vor den Toren der Stadt haben sich erhalten. In der Kitzinger Straße 2 wurde ein eingeschossiges Mansarddachhaus errichtet, während in der Nürnberger Straße 2 ein zweigeschossiges Haus mit Balkenkeller entstand.
- Im Haus Herrnstraße 45 war seit 1683 die Stadtapotheke untergebracht, die zu den ältesten in Unterfranken zählt
- Die ehemalige Kellersmühle hat sich aus der ersten Hälfte des 17. Jahrhunderts erhalten

#### Friedhof

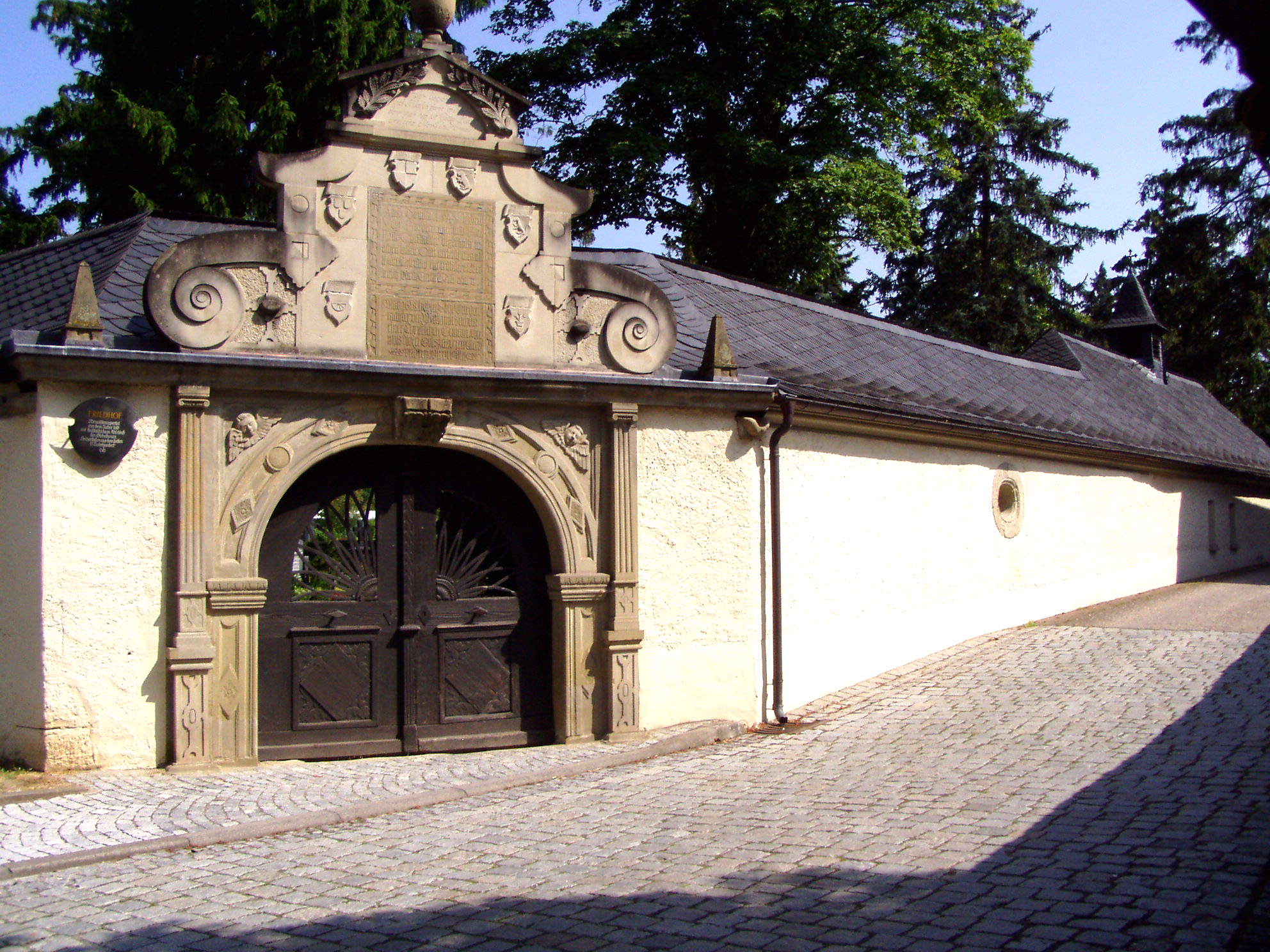
Das Renaissanceportal (1618) zum Mainbernheimer Friedhof

Eine Besonderheit, die Mainbernheim mit Prichsenstadt, Repperndorf, Marktsteft, Wiesenbronn und Abtswind gemeinsam hat, ist der Alte Friedhof außerhalb des Mauerrings der Stadt, ein Arkadenfriedhof mit einer freistehenden Friedhofskanzel.
Wie in den umliegenden Gemeinden wurden auch in Mainbernheim die Menschen zunächst um die Kirche  beigesetzt. Die Verlegung vor die Stadtbefestigung fand 1546 statt. Diese Zahl und die der Erweiterung 1618 stehen auf zwei Tafeln im Renaissanceportal des Haupteingangs.
Der Geist der Reformation fand in der Verlegung seinen baulichen Ausdruck. Die Gläubigen verließen sich nun auf das rettende Leiden und Sterben Christi.

#### Gedenkstätten

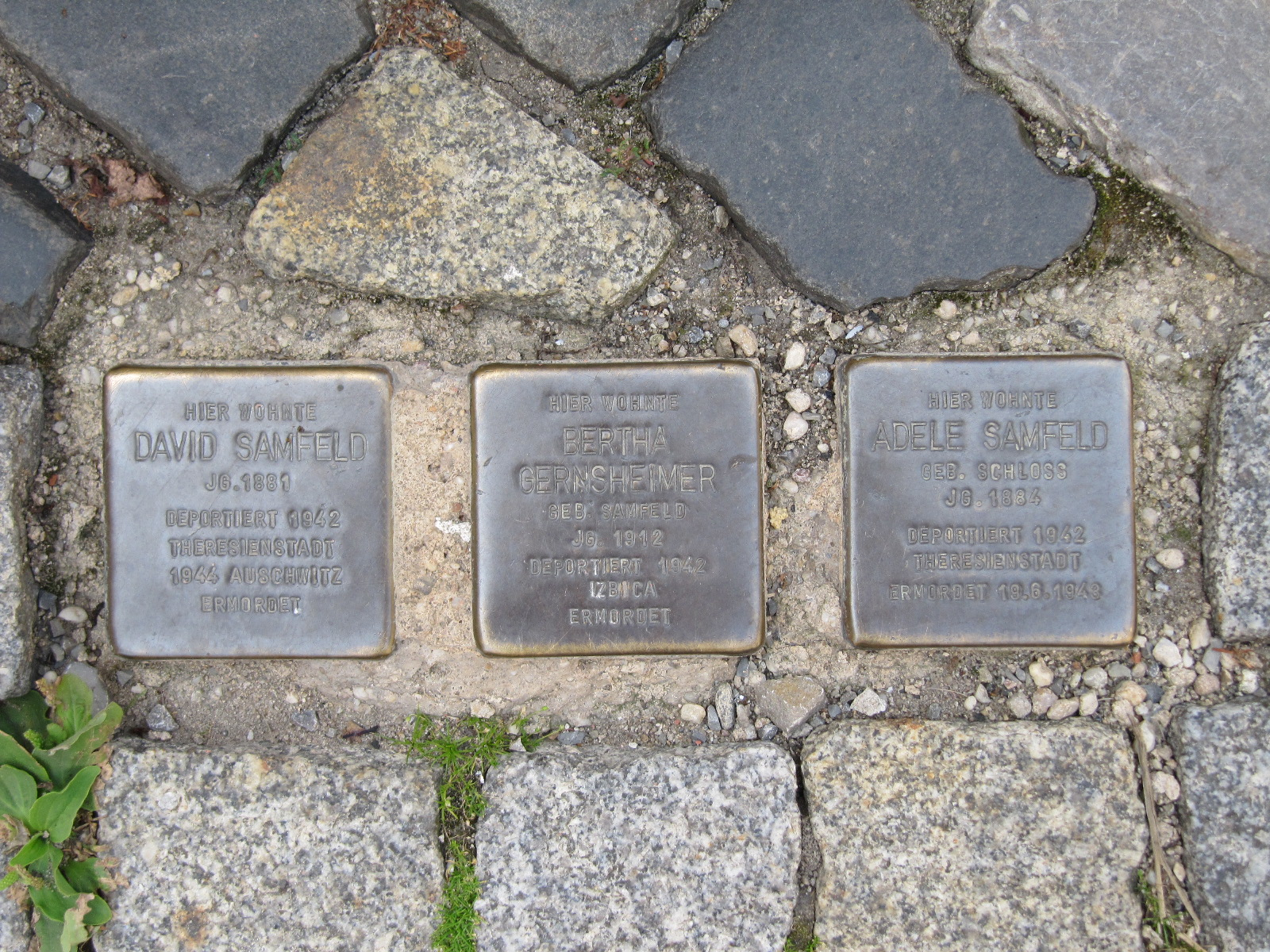
Gegen das Vergessen, Herrnstraße, Ecke Klostergasse

##### Stolpersteine
Zur Erinnerung an die jüdischen Mitbürger wurden in der Unteren Brunnengasse, in der Herrnstraße, in der Schützenstraße und in der Klostergasse Stolpersteine verlegt.

##### Denkmäler
Für die Gefallenen des Ersten Weltkrieges schuf im Jahr 1927 Richard Rother das Kriegerdenkmal. Es wurde von seinem ursprünglichen Standort auf dem Rathausvorplatz hinter die Stadtkirche versetzt.
Ein weiteres Denkmal befindet sich auf dem Gebiet des ehemaligen Dorfes Rügerrieth im Südwesten des Dorfes. Der Ort wurde im 15. Jahrhundert verlassen, weil die Flur die Menschen nicht mehr ernährte. Die Bewohner zogen in die umliegenden Orte, bewirtschafteten allerdings ihre Felder weiter und bildeten bis ins 21. Jahrhundert eine eigene Körperschaft innerhalb Mainbernheims. Das Denkmal erinnert an die alte Kirche des Ortes, eine weitere, liegende Säule ruft zur Völkerverständigung auf und verdammt den Krieg.

### Musik
In Mainbernheim gibt es den Männergesangverein 1871, einen Posaunen- und einen Kirchenchor.

### Museen
Im Schützenhaus an der Schießstätte befindet sich eine der größten historischen Schützenscheiben-Sammlungen Deutschlands. Durch die Darstellung zeitgeschichtlicher Ereignissen auf den über 180 Scheiben entstand ein bemerkenswertes Geschichts-Bilderbuch. Diese Tradition wird fortgesetzt, denn der Schoßmeister stiftet jedes Jahr für den traditionellen Schützenmittwoch eine Scheibe. Der neue Schützenkönig darf die Scheibe das Jahr über behalten. Dann kommt sie in die Schützenscheibensammlung.
Die Anfänge des Vereins sollen auf die Stadterhebung zurückgehen, die eine Art Wehrpflicht mit sich brachte: Die Bürgerwehr hatte die Aufgabe, die Stadt zu schützen. Als der Verteidigungsauftrag wegfiel, entwickelte sich wohl der Schützenverein. In seinem Besitz befindet sich eine Scheibenschützenordnung aus dem Jahre 1731, welche die vorausgehende ablöste. Von 1783 stammt die alte Fahne und auch die älteste Schützenscheibe. Seit 1979 wird die Sammlung im neuen Schützenhaus ausgestellt.

### Regelmäßige Veranstaltungen
- Höhepunkt des Jahres ist der traditionelle Schützenmittwoch. Das Schützenfest folgt auf den letzten Sonntag im August, an dem Kirchweih gefeiert wird.
- Bei der Weinpräsentation vor dem historischen Rathaus wird im Juni der „Bernemer“, ein Silvaner-Wein, präsentiert. Er ist das Ergebnis der Vorjahresernte aus dem städtischen Weinberg, dem einzigen heutigen Weinberg Mainbernheims.
- Im Juni finden im Haus Klostergasse 2 die Hofkonzerte bei Familie Göttemann statt.
- Alle zwei Jahre bildet das Stadtfest „Echt Berna“ einen Anziehungspunkt für zahlreiche Besucher.

### Sport
Beim TSV Mainbernheim wird unter anderem Sport in den Disziplinen Handball, Fußball, Gymnastik und Tennis betrieben. Es gibt einen Fußballplatz mit Sportgaststätte, eine Tennis- und eine Mehrzweckhalle.

#### Handball
Die TSV-Handballer nehmen im Rahmen der HSG Mainfranken, die aus dem Zusammenschluss der Vereine TG Kitzingen, TV Etwashausen  sowie dem TSV  Mainbernheim entstanden ist, mit Männermannschaften, Frauenteams und Nachwuchsmannschaften am Spielbetrieb des Bayerischen Handballverbandes (BHV) teil. In der Saison 2022/23 wurde die HSG unterfränkischer Vizemeister. Die erste Männermannschaft und das erste Frauenteam  spielen beide 2023/24 in der Bezirksoberliga Unterfranken.

## Wirtschaft und Infrastruktur

### Wirtschaftstrends
Die Mainbernheimer ernährten sich vom Weinanbau und Feldbau. Es gab einige Handwerker und Handelsunternehmen.
Die Zahl der landwirtschaftlichen Haupt- und Nebenerwerbsbetrieben nahm stark ab. Gab es 1999 noch 18 Betriebe, die Land bewirtschafteten, waren es 2010 nur noch 14 Höfe mit landwirtschaftlich genutzter Fläche. Im Jahre 2013 wirtschafteten nur noch 7 Betriebe im bäuerlichen Haupterwerb. Viel Grundbesitz von Bauern im Rentenalter wurde auch an Landwirte der Nachbarorte verpachtet. Ab 2013 ist der Ort bis auf 5 Bauern und einige Gewerbetreibende eine reine Wohngemeinde. Die Zahl der Beschäftigten am Wohnort stieg von 815 im Jahre 2008 auf 920 im Jahre 2011. Die Pendlerrate in den genannten Jahren verdoppelte sich nahezu von 340 auf 604. Der Großteil der Berufstätigen arbeitet am Ort, in Iphofen oder Kitzingen. Einige Pendler fahren auch bis in die Ballungszentren Nürnberg, Würzburg und Schweinfurt.

### Weinbau
Mainbernheim ist heute Weinbauort im Anbaugebiet Franken. Eine Weinlage existiert um die Stadt, der Wein wird seit den 2000er Jahren unter dem Namen Mainbernheimer Dornberg vermarktet, zusätzlich ist die Marke „Bernemer“ auf den Etiketten zu finden. Mainbernheim ist Teil des Bereichs Schwanberger Land, bis 2017 waren die Winzer im Bereich Steigerwald zusammengefasst. Die Muschelkalkböden um Mainbernheim eignen sich ebenso für den Anbau von Wein wie die Lage in der Maingauklimazone, die zu den wärmsten Deutschlands gehört.
Bereits seit dem Frühmittelalter betreiben die Menschen um Mainbernheim Weinbau. Die fränkischen Siedler brachten wohl im 7. Jahrhundert die Rebe mit an den Main. Im Mittelalter gehörte die Region zum größten zusammenhängenden Weinbaugebiet im Heiligen Römischen Reich. Die Menschen betrieben zumeist Nebenerwerbsweinbau zur Selbstversorgung, gleichzeitig bildeten sich bereits Exportzentren, insbesondere entlang des Mains, heraus. In Mainbernheim blieb der Nebenerwerbswinzer vorherrschend.
Der Weinbau erlebte nach der Säkularisation zu Beginn des 19. Jahrhunderts einen umfassenden Niedergang. Vor allem klimatisch weniger begünstige Lagen gab man vollständig auf. Zusätzlich erschwerte das Aufkommen von Schädlingen wie die Reblaus den Anbau. Mainbernheim verlor alle seine Weinlagen und wurde reiner Ackerbauort. Konsolidieren konnte sich die Weinbauregion Franken erst wieder in der zweiten Hälfte des 20. Jahrhunderts. Der Einsatz von Dünger und verbesserte Anbaumethoden hatten dazu ebenso beigetragen wie die Organisation in Genossenschaften und die Flurbereinigung der 1970er Jahre. Erst seit 2004 betreiben die Mainbernheimer wieder in begrenztem Ausmaß Weinbau. Es existiert ein Weinwanderweg.
| Weinlage | Größe 2004 | Größe 2017 | Himmelsrichtung | Hangneigung | Hauptrebsorten | Großlage             |
| -------- | ---------- | ---------- | --------------- | ----------- | -------------- | -------------------- |
| Dornberg | 0,4 ha     | 5,6 ha     | Süden           | unklar      | Silvaner       | Rödelseer Schloßberg |

### Ansässige Unternehmen
Größter und bekanntester Arbeitgeber Mainbernheims war die 1863 gegründete Firma Bären-Schmidt. Sie erlangte große Bekanntheit unter anderem wegen ihrer Lebkuchenherzen. Von 1971 bis 2009 gehörte die Firma zu Haribo und seit Januar 2010 ist sie Teil zur Lambertz-Gruppe.

### Verkehr
Durch das Stadtgebiet führt als Umgehungsstraße an der Altstadt vorbei die Bundesstraße 8. Über die Anschlussstelle Marktbreit bzw. Kitzingen-Biebelried ist Mainbernheim an die Autobahnen A 3 und A 7 angebunden. Der Bahnhof an der Bahnstrecke Fürth–Würzburg wurde 1982 für den Personenverkehr geschlossen.

### Bildung
In der Volksschule Mainbernheim-Rödelsee werden die Grund- und Hauptschüler bis zur 6. Klasse unterrichtet. Mit dem Ende des Schuljahres 2005/2006 wurde die Teilhauptschule auf Grund des Beschlusses des Bayerischen Landtages aufgelöst. Die Schülerzahlen für fünfte und sechste Klassen reichen nicht aus. Diese Klassen werden nun in der Mittelschule Iphofen unterrichtet.

### Stadtwerke
Mainbernheim ist eine der kleinsten Städte, die ein eigenes Elektrizitätswerk besitzen (erbaut 1908). Träger der kommunalen Energieversorgung ist die Elektrizitätswerke Mainbernheim GmbH. Der in Mainbernheim erzeugte Strom aus einem Solar- und Blockheizkraftwerk deckt rund 50 % des Bedarfs der Stadt und wird direkt ins Netz eingespeist.

## Persönlichkeiten

### Söhne und Töchter der Stadt

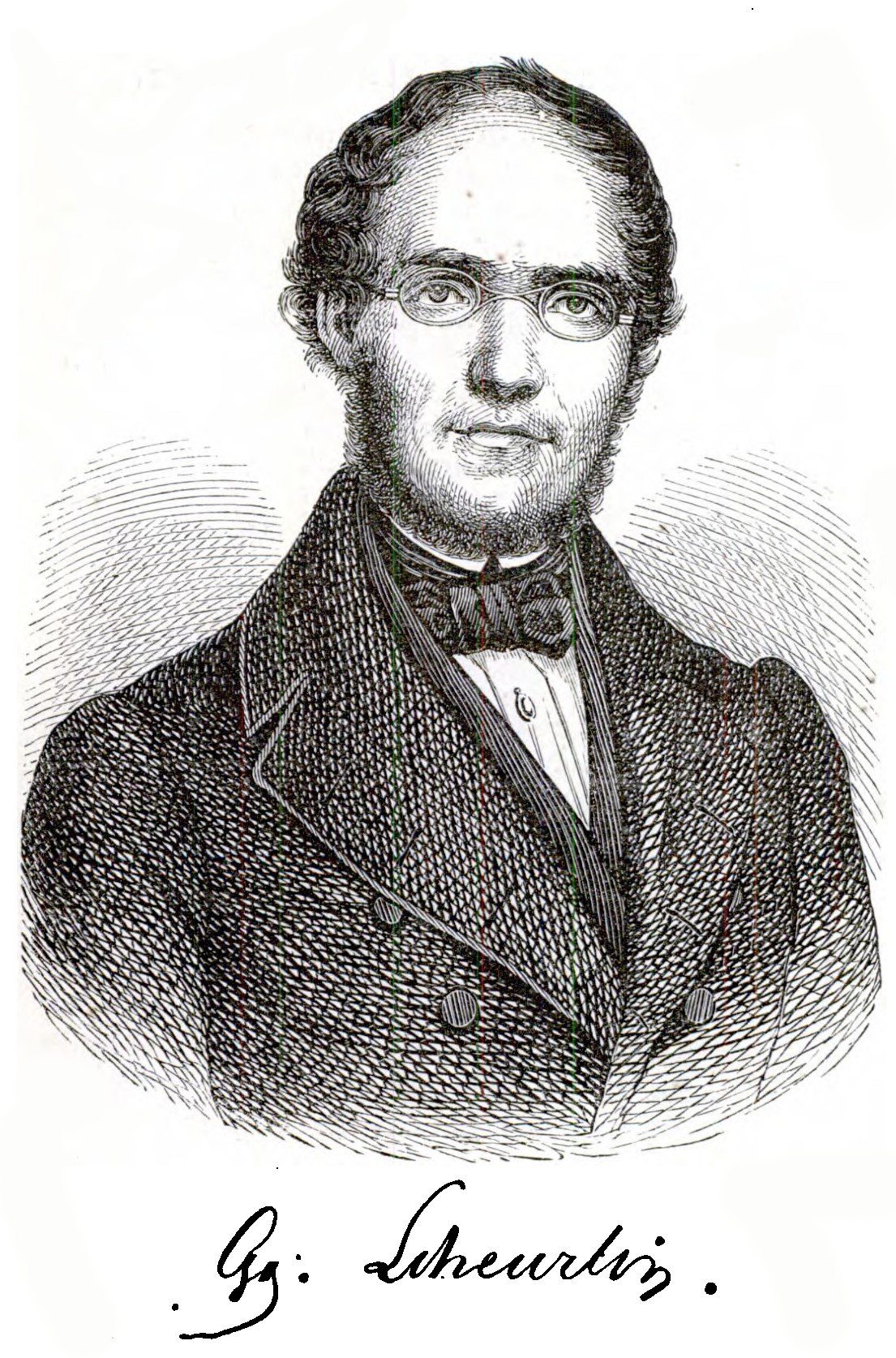
Der Schriftsteller Georg Scheurlin

- Georg Meder († 1599), Rektor der Kitzinger Lateinschule, gekrönter Dichter, Mathematiker
- Michael Schober (1580–1657) von Crailsheim, 52 Jahre Pfarrer in Mainbernheim
- Johann Friedrich Schober (1648–1731), Kaiserlicher Rat, Hof- und Pfalzgraf, Fachschriftsteller
- Simon Friedrich Wolffhardt (1650–1709), preußischer Rat, Abt des Klosters Berge, Schriftsteller
- Johann Christoph Prechtel (1704–1757), protestantischer Geistlicher, philologischer Schriftsteller
- Johann Ludwig Uhl (1714–1790), Jurist, Professor in Frankfurt an der Oder
- Johann Georg Stintzing (1740–1832), Weinhändler in Hamburg
- Johann Michael Georg Jakob Bernhold (1762–1836), medizinischer Schriftsteller[31]; Sohn des Johann Michael Bernhold (1736–1797), Stadtphysikus[32]
- Georg Scheurlin (1802–1872), Dichter und Schriftsteller
- Johann Christoph Frank (* 1851 in Mainbernheim; † 1927), Gutsinspektor in Südtirol, Professor für Landwirtschaft, Goldener Verdienstorden mit Krone durch Kaiser Franz Josef
- August Ludwig (1863–), Professor für Kirchengeschichte in Freising[33]
- Johann Dürr (1880–1952), Politiker, badischer Landtagsabgeordneter
- Rudi Neuwirth (* 1959), Comedykünstler und Jazzmusiker
- Karl Röder (1881–1965), bedeutender Konstrukteur des Dampfturbinenbaus, Professor in Hannover, Ehrenbürger der Stadt Mainbernheim, Grabstätte im historischen Friedhof von Mainbernheim
- Hans Paul (1909–?), deutsch-amerikanischer Ingenieur, Paul arbeitete am Weltraumprogramm der NASA mit und wurde 1945 nach El Paso berufen[34]
- Friedrich Berna (1910–1975), Schriftsteller[35]
- Anna Winkler (1996–), Bierbrauerin und Bayerische Bierkönigin 2025

### Mit Mainbernheim verbunden
- Johann Papius (1558–1622), Logiker und Mediziner, Papius wuchs in Mainbernheim auf, nachdem seine Familie aus Iphofen geflohen war
- Paulus Papius (um 1560–1607), Secretarius und Historiker, Bruder des Obengenannten
- Bartholomäus Dietwar (1592–1670), lutherischer Pfarrer und Autor einer Chronik über den Dreißigjährigen Krieg, Dietwar wirkte zwischen 1634 und 1638 als Pfarrer in Mainbernheim
- Siegfried Haenle, geboren als Samuel Haenle (1814–1889), Jurist, Schriftsteller und Regionalhistoriker, Haenle wuchs ab 1820 in Mainbernheim auf
- Willi Mader (1898–1982), Politiker und Dichter, Mader gelangte nach dem Zweiten Weltkrieg als Flüchtling nach Mainbernheim und engagierte sich im örtlichen SPD-Ortsverein
- Anna Schmidt († 24. Oktober 1959), Mitinhaberin Bären-Schmidt, Mitglied der Schützen-Gesellschaft, Kommerzienrätin
- Christian Rasp (* 1989), Leichtathlet und Bobsportler, Rasp wuchs in Mainbernheim auf